# Bernhard Lund
Bernhard Lund (16 aprile 1910 – 27 giugno 1969) è stato un calciatore norvegese, di ruolo centrocampista.

## Carriera

### Club
Lund giocò con la maglia del Viking.

### Nazionale
Conta 3 presenze per la Norvegia. Esordì il 5 novembre 1933, quando fu schierato in campo nella sfida pareggiata per 2-2 contro la Germania.